# Maurice Raizman
Maurice Raizman (ur. 26 lutego 1905 w Bendery, zm. 1 kwietnia 1974 w Paryżu) – francuski szachista, wielokrotny mistrz Francji.

## Życiorys
Urodził się w mołdawskim mieście Bendery (wówczas w Imperium Rosyjskim). Pierwszy złoty medal mistrzostw Francji zdobył w roku 1932 w La Baule-Escoublac, kolejne w latach 1936, 1946, 1947, 1951 i 1952. Czterokrotnie (1935, 1954, 1958, 1972) wystąpił na szachowych olimpiadach (w tym raz na I szachownicy).
W roku 1938 zdobył zwyciężył w mistrzostwach Paryża. Na przełomie lat 1946/1947 oraz 1947/1948 dwukrotnie startował w międzynarodowych turniejach w Hastings, nie osiągając w nich sukcesów. W roku 1953 zajął II miejsce (za Stefanem Popielem) w Paryżu, natomiast w następnym roku wystąpił w meczu Francji ze Związkiem Radzieckim, dwukrotnie przegrywając z Markiem Tajmanowem.